# 時の針
「時の針」は、2013年10月9日にリリースされた岩崎宏美の65枚目のシングルである。

## 解説
- 岩崎宏美の「時の針」は、アルバムLOVEからのシングル・カットされた楽曲である。

## 収録曲
1. 時の針
作詞・作曲：中村中／編曲：坂本昌之
2. プロポーズのとき
作詞・作曲・編曲：光田健一
3. 時の針（オリジナル・カラオケ）
4. プロポーズのとき（オリジナル・カラオケ）